# NGC 4434
NGC 4434 is een elliptisch sterrenstelsel in het sterrenbeeld Maagd. Het hemelobject werd op 28 december 1785 ontdekt door de Duits-Britse astronoom William Herschel.

## Synoniemen
- UGC 7571
- MCG 1-32-69
- ZWG 42.115
- VCC 1025
- PGC 40886